# Ceraspis variegata
Ceraspis variegata är en skalbaggsart som beskrevs av Perty 1833. Ceraspis variegata ingår i släktet Ceraspis och familjen Melolonthidae. Inga underarter finns listade i Catalogue of Life.